# مانیتور کلاس هامبر
مانیتور کلاس هامبر (به انگلیسی: Humber-class monitor) یک کلاس از کشتی دفاع ساحلی است که طول آن ۲۶۶٫۷۵ فوت (۸۱٫۳ متر) می‌باشد.